# 加尔西武埃
加尔西武埃，是西班牙卡斯蒂利亚-莱昂萨拉曼卡省的一个市镇。 总面积13平方公里，总人口280人（2001年），人口密度22人/平方公里。